# Saint-Céré

Saint-Céré este o comună în departamentul Lot din sudul Franței. În 2009 avea o populație de 3.563 de locuitori.

## Evoluția populației
| An        | 1975  | 1982  | 1990  | 1999  | 2006  | 2009  |
| --------- | ----- | ----- | ----- | ----- | ----- | ----- |
| Populație | 4.089 | 4.056 | 3.760 | 3.515 | 3.540 | 3.563 |